# Casa Florenci Sala
La Casa Florenci Sala és una obra modernista de Vilanova i la Geltrú (Garraf) protegida com a Bé Cultural d'Interès Local.

## Descripció
Es tracta d'un edifici entre mitgeres amb pas lateral i pati posterior destinat a habitatge unifamiliar.
L'immoble és de planta rectangular compost de planta baixa, dos pisos. La segona planta ocupa la meitat de la profunditat edificable, amb coberta plana. Sobresurt un cos de rentador i caixa d'escala amb coberta a dues vessants. La coberta posterior és amb pendent. Les quatre crugies són perpendiculars a la façana. La crugia lateral és més estreta i acull l'escala de dos trams de comunicació entre dues plantes. L'escala d'un tram dona accés a la segona planta.
Les parets de càrrega són de paredat comú i totxo. Els forjats són de bigues de fusta amb revoltons.
La façana principal és de composició simètrica i s'estructura a partir de les tres crugies de que consta l'immoble. A la planta baixa les obertures són d'arc rebaixat amb portal central i finestres. Els tres balcons són amb llinda i sobresurten respecte de la façana. A la segona planta trobem la presència de totxo vist. Les obertures són d'arc rebaixat amb balconera central i tres finestres-balcó sense volada. La barana del terrat és metàl·lica amb pinacles de totxo.